# Bomarea longistyla
Bomarea longistyla är en alströmeriaväxtart som beskrevs av Julio César Vargas Calderón. Bomarea longistyla ingår i släktet Bomarea och familjen alströmeriaväxter. Inga underarter finns listade i Catalogue of Life.